# 弓月君

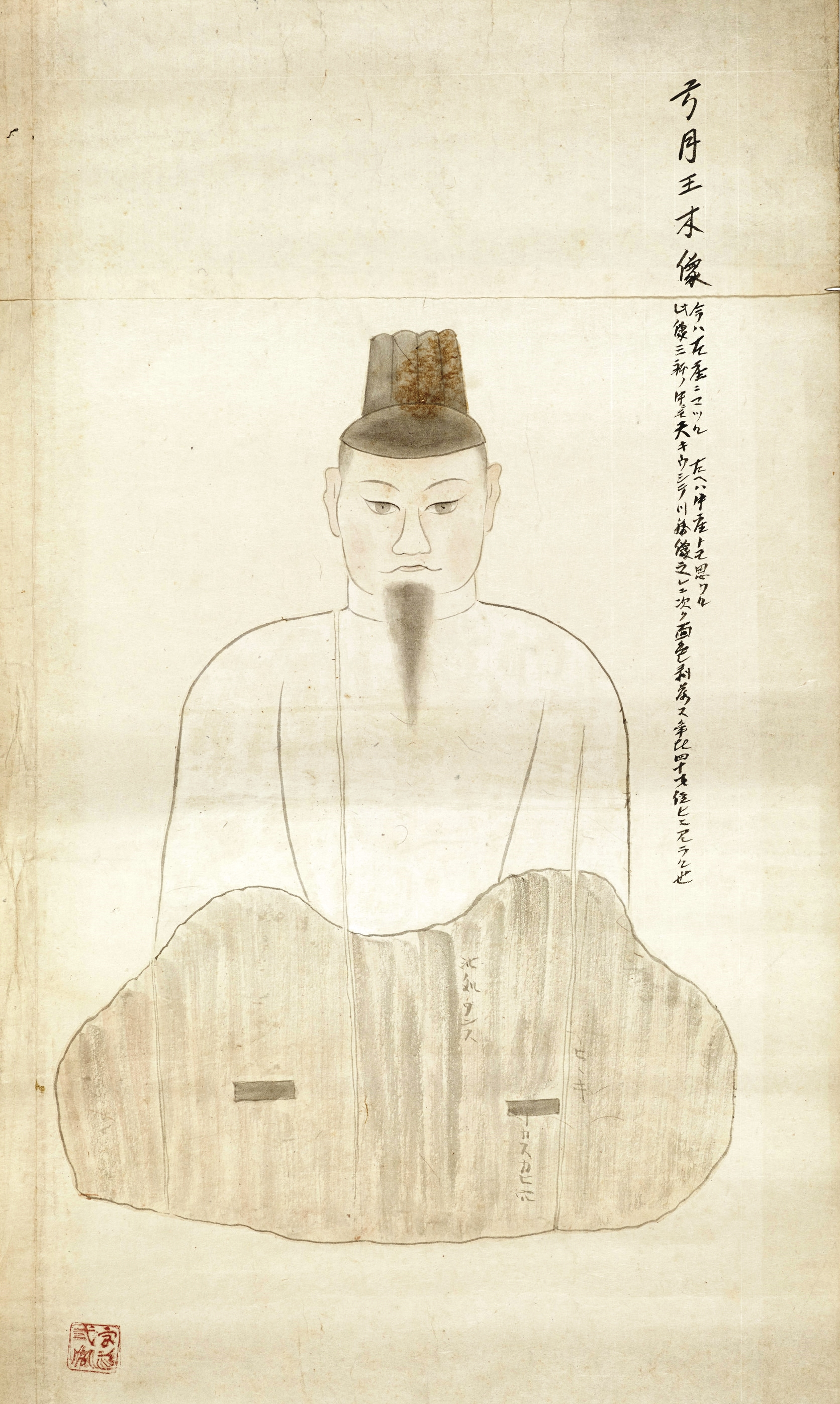
弓月王木像（蜷川式胤模）

弓月君（ゆづきのきみ/ユツキ/ユンヅ、生没年不詳）は、古代日本で秦氏の祖といわれる渡来人。応神天皇の時代に朝鮮半島の百済から多数の民を率いて渡来したとされ、山城国葛野郡（かどのぐん）太秦（うずまさ）あたりを本拠とした。

## 概説
『日本書紀』による帰化の経緯としては、応神天皇14年に弓月君が百済から来朝して窮状を天皇に上奏した。弓月君は120県の民を率いての帰化を希望していたが新羅の妨害によって叶わず、葛城襲津彦の助けで弓月君の民は加羅が引き受けるという状況下にあった。しかし三年が経過しても葛城襲津彦は、弓月君の民を連れて帰還することはなかった。そこで、応神天皇16年8月、新羅による妨害の危険を除いて弓月君の民の渡来を実現させるため、平群木菟宿禰と的戸田宿禰が率いる精鋭が加羅に派遣され、新羅国境に展開した。新羅への牽制は功を奏し、無事に弓月君の民が渡来した。
『新撰姓氏録』によれば、「秦氏は、秦の始皇帝の末裔」という意味の記載がある。これは秦氏自らが、権威を高めるために、王朝の名を借りたという説が定説になっている。『日本書紀』によると弓月君は百済の百二十県の人民を率いて帰化したとある。百済の王族である孝武王の子の功満王は仲哀天皇8年に来朝、さらにその子の融通王が別名・弓月君であり、応神天皇14年に来朝したとされる。山城國諸蕃秦忌寸の項によれば、仁徳天皇の御代に波多姓を賜ったとする。その後の子孫は氏姓に登呂志公、秦酒公を賜り、雄略天皇の御代に禹都萬佐（うつまさ：太秦）を賜ったと記されている。
元慶7年12月（884年1月）、秦宿禰永原、秦公直宗、秦忌寸永宗、秦忌寸越雄、秦公直本らは惟宗朝臣の氏姓を賜ることとなった。

## 考証
日本書紀によると雄略天皇の御代では秦酒公が離散の流れのある中で一族を再結集させたとされる。
「弓月」の朝鮮語の音訓が、百済の和訓である「くだら」と同音・同義であることから、「弓月君」＝「百済君」と解釈できる。また『日本書紀』における弓月君が百済の120県の人民を率いて帰化したとの所伝もこの説を補強する。また、ハタ（古くはハダ）という読みについては朝鮮語のパダ（海）によるとする説のほか、機織や、新羅の波旦という地名と結び付ける説がある。佐伯有清によると秦の始皇帝の苗字は秦氏ではなく、新羅系渡来氏族が渡来したが『新撰姓氏録』が書かれた815年、古書には辰韓が中国王朝から秦韓と呼ばれていたことから弓月君は秦の始皇帝の末裔と思われ出自が間違っている（笠井倭人・佐伯有清）。
秦氏（はたし）の研究で発掘された遺跡には新羅系の物が多く、日本書紀が新羅を百済と間違えたとするのが考古学では定説になっている。
『宋書』倭国伝では、通称「倭の五王」の一人の珍が元嘉15年（438年）「使持節都督倭・百済・新羅・任那・秦韓・慕韓六国諸軍事安東大将軍倭国王」を自称しており、明確に秦韓を一国として他と区別している。その後の倭王の済、興、武の記事にも引き続き秦韓が現れる（辰と秦は上古音が同音）。